# Marlon James

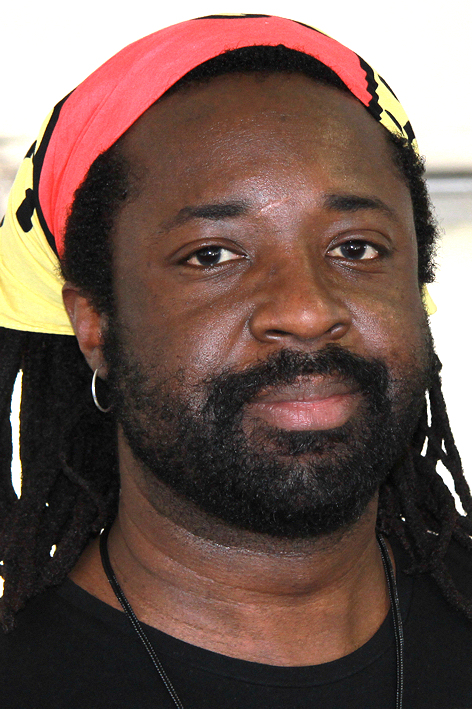
Marlon James auf dem Texas Book Festival in Austin (2014)

Marlon James (* 24. November 1970 in Kingston, Jamaika) ist ein jamaikanischer Schriftsteller.

## Leben

### Kindheit und Ausbildung
Marlon James wuchs in Portmore, einem Vorort von Kingston, in einer Mittelklasse-Familie auf. Er hat sieben Geschwister. Sein Vater war Polizeibeamter und arbeitete später als Anwalt, anderen Quellen zufolge als Richter; seine Mutter war ebenfalls als Polizistin tätig. Auf der High School kam James mit den Werken von Shakespeare und Dickens in Berührung. Er las als Jugendlicher in seiner Freizeit viel, darunter Romane, Gedichte und Comics. James studierte an der University of the West Indies, an der er 1991 einen Bachelor erwarb. Danach war er mehr als zehn Jahre in der Werbung tätig. James arbeitete als Werbetexter, Grafikdesigner und Artdirector u. a. für den jamaikanischen Dancehall-Interpreten Sean Paul oder das T Magazine der New York Times. In dieser Zeit schrieb er nach eigenen Angaben kaum und las auch für eine Weile nicht. Später besuchte er u. a. zahlreiche Lesungen und Workshops auf dem Calabash Literary Festival.
Aus Mangel an Möglichkeiten in Jamaika begann er wieder mit dem Schreiben und bot einen Entwurf seines ersten Romans ohne Erfolg Literaturagenten in New York an. Auf einem Literaturworkshop in Jamaika wurde schließlich die US-amerikanische Literaturdozentin Kaylie Jones auf ein Kapitel von James’ Romanentwurf aufmerksam und holte ihn an die Wilkes University in Wilkes-Barre (Pennsylvania), von der er 2006 einen Master im kreativen Schreiben erhielt. Ab 2007 unterrichtete er als Assistenzprofessor die Fächer Englisch und Kreatives Schreiben am Macalester College in St. Paul (Minnesota).
Marlon James lebt in Minneapolis und ist offen homosexuell. Er zählt Charles Dickens zu den ihn prägenden Autoren und hat auch eine große Vorliebe für das Fantasy-Genre, darunter die Gormenghast-Romane. Neben seinen Romanen veröffentlichte James auch mehrere Kurzgeschichten und schrieb Beiträge für die Zeitschriften Caribbean Review of Books, Esquire und Granta.

## Werk

### Erste Romane
Sein Debüt als Romanautor legte James 2005 mit John Crow’s Devil vor, der unter dem Titel Tod und Teufel in Gibbeah bzw. Der Kult auch ins Deutsche übersetzt wurde. Die Geschichte ist in einem Dorf auf Jamaika Ende der 1950er-Jahre angesiedelt und handelt von einem dem Alkohol verfallenen Prediger, dessen Gemeinde mit einem die Verdammnis predigenden Apostel konfrontiert wird, der einen strengen Verhaltenskodex durchzusetzen plant. John Crow’s Devil wurde 2006 als bestes Erstlingswerk bei den Los Angeles Times Book Prizes (Art Seidenbaum Award) und für den Commonwealth Writers’ Prize nominiert. 2009 legte James mit The Book of Night Women seinen zweiten Roman um eine jamaikanische Sklavin während der Kolonialzeit vor, die nach einer versuchten Vergewaltigung ihren Peiniger tötet und sich einer Gruppe Sklavinnen anschließt, die plant, ihre weißen „Herren“ zu ermorden. Den Roman verfasste James im Sklavendialekt, nachdem er nochmals Huckleberry Finn und Die Farbe Lila studiert hatte. The Book of Night Women brachte ihm mit dem Dayton Literary Peace Prize sowie dem Minnesota Book Award erste Literaturpreise ein. Das Buch gelangte auch ins Finale des National Book Critics Circle Award.

### Erfolg mit „A Brief History of Seven Killings“
Der bisherige Höhepunkt in James’ literarischem Schaffen stellte sich mit seinem 2014 veröffentlichten dritten Roman A Brief History of Seven Killings (dt. Titel: Eine kurze Geschichte von sieben Morden) ein, der in den Slums seiner Heimat Kingston spielt. In der fiktiven Geschichte um den tatsächlich geschehenen Mordanschlag auf den jamaikanischen Sänger Bob Marley im Dezember 1976 legt er den Fokus auf die titelgebenden sieben Auftragskiller und deren Schicksale, während Marley selbst nicht namentlich im Buch erwähnt wird und nur als „der Sänger“ (engl. „the Singer“) bezeichnet wird. Für das Schreiben des fast 700 Seiten zählenden Romans mit über 75 Figuren und Stimmen benötigte James über vier Jahre, wobei er von vier Rechercheuren unterstützt wurde und sich des Jargons der 1970er-Jahre bediente. Für die 853 Seiten der deutschen Ausgabe beim Heyne Verlag waren insgesamt fünf Übersetzer tätig.
A Brief History of Seven Killings brachte dem Autor 2015 zahlreiche Auszeichnungen ein. Michiko Kakutani (New York Times) verglich das Werk mit einem „Tarantino-Remake von The Harder They Come, aber auch mit einem Soundtrack von Bob Marley und einem Drehbuch von Oliver Stone und William Faulkner“. James selbst verweist nicht auf Tarantino, aber auf David Cronenberg (A History of Violence, Tödliche Versprechen – Eastern Promises) als Inspirationsquelle für seine Werke, in denen auch explizit Gewalt und Sex dargestellt werden. Neben dem Anisfield-Wolf Book Award und dem American Book Award gewann er als erster jamaikanischer Schriftsteller den britischen Man Booker Prize. Salman Rushdie schrieb über das Buch: „Ich würde es nicht unbedingt meiner Großmutter empfehlen, weil es von Gewalt und Drogen und Verbrechen handelt. Aber allen anderen empfehle ich es unbedingt!“ Der US-amerikanische Fernsehprogrammanbieter HBO sicherte sich an dem Buch die Rechte für eine Fernsehserie, für die James auch das Drehbuch für die Pilotfolge schreiben soll.

### Geplante Fantasy-Trilogie „Dark Star“
2019 veröffentlichte James mit dem Roman Schwarzer Leopard, roter Wolf den ersten seiner auf drei Teilen angelegten Fantasysaga Dark Star. Vom Autor und später auch von der amerikanischen Literaturkritik als afrikanisches Pendant zur erfolgreichen Fantasy-Fernsehserie Game of Thrones gefeiert, stellt der erste Teil eine homosexuelle Hauptfigur namens „Sucher“ (Original: „Tracker“) in den Mittelpunkt, die ein verschlepptes Kind wiederfinden soll. Die Handlung ist in einem Königreich in Afrika weit in der Vergangenheit angesiedelt. Laut Jochen Overbeck (Spiegel Online) nutzte James u. a. die in Benin und Nigeria beheimatete Yoruba-Religion sowie jene der alten Stämme rund um den Sambesi-Fluss.
Das Buch, das detaillierte Gewalt- und Sexdarstellungen enthält, gelangte im Jahr seiner Veröffentlichung auf die Shortlist des National Book Award. Ebenfalls im Jahr 2019 wurde James vom Magazin Time unter die 100 einflussreichsten Persönlichkeiten des Jahres gewählt.

## Werkverzeichnis

### Romane
- 2005: John Crow’s Devil
  - deutsch: Tod und Teufel in Gibbeah. Übers. Wolfgang Binder. Verlag F. Stülten, Escheburg 2009, ISBN 978-3-9813133-0-7.
- 2009: The Book of Night Women
- 2014: A Brief History of Seven Killings
  - deutsch: Eine kurze Geschichte von sieben Morden. Übers. aus dem Englischen und dem jamaikanischen Kreol Guntrud Argo, Robert Brack, Michael Kellner, Stephan Kleiner und Kristian Lutze. Heyne, München 2017, ISBN 978-3-453-27087-9.
- 2019: Black Leopard, Red Wolf
  - deutsch: Schwarzer Leopard, roter Wolf. Übers. Stephan Kleiner. Heyne, München 2019, ISBN 978-3-641-24415-6.
- 2022: Moon Witch, Spider King. Hamish Hamilton, London 2022, ISBN 978-0-241-31443-2.

### Kurzgeschichten
- 2006: Iron Balloons
- 2007: Bronx Noir
- 2007: Silent Voices
- 2013: Kingston Noir

## Auszeichnungen
- 2010: Dayton Literary Peace Prize für The Book of Night Women
- 2010: Minnesota Book Award für The Book of Night Women
- 2012: Go On Girl! Book Club Author of the Year
- 2013: Musgrave-Medaille in Silber
- 2015: Anisfield-Wolf Book Award für A Brief History of Seven Killings
- 2015: American Book Award für A Brief History of Seven Killings
- 2015: OCM Bocas Fiction Prize for Caribbean Literature für A Brief History of Seven Killings
- 2015: Minnesota Book Award für A Brief History of Seven Killings
- 2015: Man Booker Prize für A Brief History of Seven Killings
- 2015: Green Carnation Prize für A Brief History of Seven Killings
- 2016: Shortlist des International DUBLIN Literary Award mit A Brief History of Seven Killings
- 2019: Finalist beim National Book Award mit Black Leopard, Red Wolf